# Sluta-röka-linjen
Sluta-röka-linjen är en svensk stödlinje för tobaksavvänjning. Linjen har funnits sen 1998. Sedan 2002 finansierar Socialdepartementet verksamheten.
Hjälplinjen ger gratis hjälp och stöd till dem som vill sluta röka och snusa, och besvarar årligen runt 25 000 samtal. En del av Sluta-röka-linjens arbetsmetod är återuppringningar till dem som påbörjat ett avvänjningsprogram. Dock har man inte kunnat konstatera att uppringningarna hjälper mer än ett aktivt erbjudande att klienten själv ringer igen. Man svarar även på frågor om tobak, och handleder andra behandlare. En av tre uppger att de blivit rökfria ett år efter första samtalet. Sluta-röka-linjens telefonnummer är 020‑84 00 00.